# Marc Athanase Parfait Œillet Des Murs
Marc Athanase Parfait Oeillet Des Murs (18 de abril de 1804-25 de febrero de 1894) fue un ornitólogo aficionado, político, historiador francés.
Des Murs publicó Iconographie Ornithologique en 1849.
Fue quien se encarga de la determinación de las aves reportadas por diferentes expediciones francesas que se realizan en la fragata La Vénus que recorre el mundo entre 1836 y 1839.
Junto con Frédéric de Lafresnaye (1783-1861), se ocupa de la descripción de dos mil aves reportadas por el Conde Francis de Laporte de Castelnau (1810-1880) en los viajes a América del Sur.
Se ocupa de la parte ornitológica y de la Historia física y política de Chile, a partir de especímenes recolectados por el naturalista francés Claudio Gay (1800-1873), y describe la primera ave de Chile.
Escribe un elegante Tratado general de oología ornitológica (Traité général d’oologie ornithologique au point de vue de la classification en 1860), haciendo una tentativa clasificación de aves.
Publica tres críticas dentro de la revista Ibis en 1860.

## Abreviatura (zoología)
La abreviatura Des Murs  se emplea para indicar a Marc Athanase Parfait Œillet Des Murs como autoridad en la descripción y taxonomía en zoología.

## Literatura
- Gustave Vapereau. Dictionnaire universel des contemporains: contenant toutes les personnes notables de la France et des pays étrangers. L. Hachette, Paris 1880 (online, septiembre de 2011)
- Archives départementales d'Eure-et-Loir - Norgent-le-Rotrou, Décès 1894 (3 E 280 / 191). Norgent-le-Rotrou 1894, pp. 17 (online, septiembre de 2011)
- Jules Verreaux. Note sur les nouvelles espèces d'Oiseaux recueillis par M. l'abbé Armand David dans les montagnes du Thibet chinois. In: Nouvelles archives du Muséum d'histoire naturelle vol. 6, 1870 pp. 33–40 (online, septiembre de 2011)
- Jules Verreaux. Description des oiseaux nouveaux ou incomplètement connus collectés par M. l'Abbe Armand David pendant son voayage dans le Thibet Oriental et la partie adjacente de la Chine. In: Nouvelles archives du Muséum d'histoire naturelle 7, 1871, pp. 25–66 (online, septiembre de 2011)
- Bo Beolens, Michael Watkins. Whose Bird?: Common Bird Names and the People They Commemorate¡¡. Yale Univ. Press, Londres 2004, ISBN 0-300-10359-X
- Claudio Gay. Historia física y política de Chile según documentos adquiridos en esta República durante doce años de residencia en ella. Zoología vol. 1, Maulde Y Renou, París, 1847 (en línea, septiembre de 2011).
- Witmer Stone. Thomas B. Wilson, M. D. In: Proc. of the Delaware Valley Ornithological Club.- 'Cassinia 13, 1909, pp. 1-6 (en línea, septiembre de 2011).
- Joseph Mellick Leidy. Dr. Leidy, Chairman of the Curators, read annual report as follows: Report of the curators for 1849. In: Proc. of the Academy of Natural Sci. of Philadelphia 6, 1850, pp. 254–256 (online, septiembre de 2011)
- Christian Ludwig Brehm. Literarische Berichte - P.O Des Murs: "Planches peintes ou Iconographie Ornithologique.". In: J. für Ornithologie 1, 1853 pp. 419–421 (online, septiembre de 2011)
- Eduard Baldamus. »Literarische Berichte« Bemerkungen über Traité général d'oologie ornithologique au point de vue de la classification, par 0. Des Murs. Paris, Fr. Klincksieck 1860. (XIX & 640, in gr. 8.º.) In: J. für Ornithologie 6, 1860 pp. 359–367 (online, septiembre de 2011)
- XLII.-Review of M.O. Des Murs's 'Oologie Ornithologique. In: The Ibis 2, 1860 pp. 325–335 (en línea, septiembre de 2011).
- Alphonse-Philibert Richer, Henri Tournouer. Excursion Archéologique dans le Perche. In: Bull. de la Société historique et archéologique de l'Orne 26, 1907 pp. 9-89 (en línea, septiembre de 2011)